# هورسفلدية شاحبة الجذع
هورسفلدية شاحبة الجذع (الاسم العلمي:Horsfieldia pallidicaula) هي نوع هجين من النباتات تتبع جنس الهورسفلدية من الفصيلة البسباسية.